# Parc nacional Wood Buffalo
El Parc Nacional Wood Buffalo està localitzat al nord de la província d'Alberta i al sud dels Territoris del Nord-oest, Canadà. Va ser establert el 1922 i té una àrea de 44.807 km², sent el parc canadenc de major extensió. Més gran en superfície que Suïssa, és el segon parc nacional més gran del món. El parc va ser creat per protegir el major ramat lliure de bisons americans (sovint anomenats per error búfals) del món. S'estima que més de 2000 bisons hi viuen. Nombroses altres espècies d'animals salvatges també viuen al parc, com per exemple, ants, ossos negres, llops, castors, linxs entre d'altres. Va ser declarat Patrimoni de la Humanitat per la UNESCO el 1983. El parc oscil·la en alçada des de 183 m al riu Little Buffalo fins a 945 m a les muntanyes Caribou. La seu del parc es troba a Fort Smith, amb una oficina satèl·lit més petita a Fort Chipewyan, Alberta. El parc conté un dels deltes d'aigua dolça més grans del món, el delta de la Pau-Athabasca, format pels rius Peace, Athabasca i Birch.
La seu del parc es troba a Fort Smith, amb una petita oficina satèl·lit a Fort Chipewyan, Alberta. Geogràficament el parc és important per contenir un dels més grans deltes aigua dolça, format pel riu Peace, el riu Athabasca i el riu dels Esclaus. És també conegut per les seves dolines i karst en la part dels Territoris del Nord-oest. El parc està localitzat just al nord de les Arenes de quitrà d'Athabasca.
També és conegut per les seves dolines càrstiques a la part nord-est del parc. Les fonts més grans d'Alberta (per volum, amb una taxa de descàrrega estimada de vuit metres cúbics per segon), Neon Lake Springs, es troben al drenatge del riu Jackfish. Wood Buffalo es troba directament al nord de l’Athabasca Oil Sands.
Aquesta zona va ser designada l'any 1983 com a Patrimoni UNESCO de la Humanitat per la diversitat biològica del delta del Peace-Athabasca, i per a la població de bisó salvatge. És l'exemple més ecològicament complet i més gran de l'ecosistema de pastures boreals de les Grans Planes d'Amèrica del Nord. És un dels dos llocs de nidificació coneguts de grues cridaneres.
El 28 de juny de 2013, la Royal Astronomical Society of Canada va designar el Parc Nacional de Wood Buffalo com la reserva de cel fosc més nova del Canadà i la més gran del món. La designació ajuda a preservar l'ecologia nocturna per a les grans poblacions de ratpenats, enganyapastors americans i Gamarús de Lapònia del parc, a més de proporcionar oportunitats perquè els visitants experimentin l'aurora polar.

## Història

### Abans del parc
Aquesta regió ha estat habitada per cultures humanes des del final de l'última edat glacial. Els pobles aborígens d'aquesta regió han seguit variacions en la forma de vida subàrtica, basades en la caça, la pesca i la recol·lecció. Situada a la confluència de tres grans rius utilitzats com a rutes de canoa per al comerç: els rius Athabasca, Peace i Slave, la regió que més tard es va definir com el parc nacional va ser ben transitada pels pobles indígenes durant mil·lennis.
En temps registrats, els dane-zaa (històricament anomenats tribu dels castors, beaver), els chipewyan, els esclaus del sud (Dene Thaʼ) i els crees van habitar la regió, on de vegades competien pels recursos i el comerç. Els beaver, els chipewyans i els esclaus del sud parlen (o parlaven) llengües de la família de l'atabascà del nord. Aquestes llengües són comunes també entre els pobles de les regions del nord i l'oest del parc, que s'anomenen col·lectivament els dene. Els cree, en canvi, són un poble algonquí. Es creu que van emigrar aquí des de l'est dins el període de la història registrada, ja que la majoria dels pobles de parla algonquina es troben al llarg de la costa atlàntica, des del Canadà i el sud a través de gran part dels Estats Units.
Algun temps després de 1781, quan una epidèmia de verola va delmar la regió, els dene i els cris van fer un tractat de pau a Peace Point mitjançant una cerimònia cerimonial de pipa. Aquest és l'origen del nom del riu Peace que travessa la regió: el riu s'utilitzava per definir un límit entre el Dane-zaa al nord i el Cree al sud.
Es creu que l'explorador Peter Pond va passar per la regió el 1785, probablement el primer europeu a fer-ho, seguit d’Alexander Mackenzie tres anys més tard. El 1788, els comerciants de pells britànics van establir llocs a Fort Chipewyan, just a l'est dels límits actuals del parc, i Fort Vermilion prop a l'oest. Els comerciants de pells van seguir les Primeres Nacions en utilitzar el riu Peace com a part de la seva xarxa de rutes en canoa per al comerç de pells nord-americà. El poble métis, descendent inicialment de comerciants europeus i de dones indígenes, es va desenvolupar com un altre grup ètnic important a la regió.
Després de gairebé un altre segle de dominació per part de la Companyia de la Badia de Hudson, el Canadà va comprar el reclam de la companyia a la regió. L'agricultura mai es va desenvolupar en aquesta part de l'oest del Canadà, a diferència del sud. La caça i el les trampes van continuar sent la indústria dominant en aquesta regió fins ben entrat el segle xx, i encara són vitals per a molts dels seus habitants. Després de la febre de l'or de Klondike de 1897, el govern canadenc estava disposat a extingir el títol aborigen sobre la terra. Volia poder explotar qualsevol riquesa mineral que es trobés en el futur sense haver de fer front a possibles objeccions de les Primeres Nacions. La Corona va signar el Tractat amb aquests pobles el 21 de juny de 1899, adquirint gran part del territori com a terra de la Corona.

### Com a parc nacional

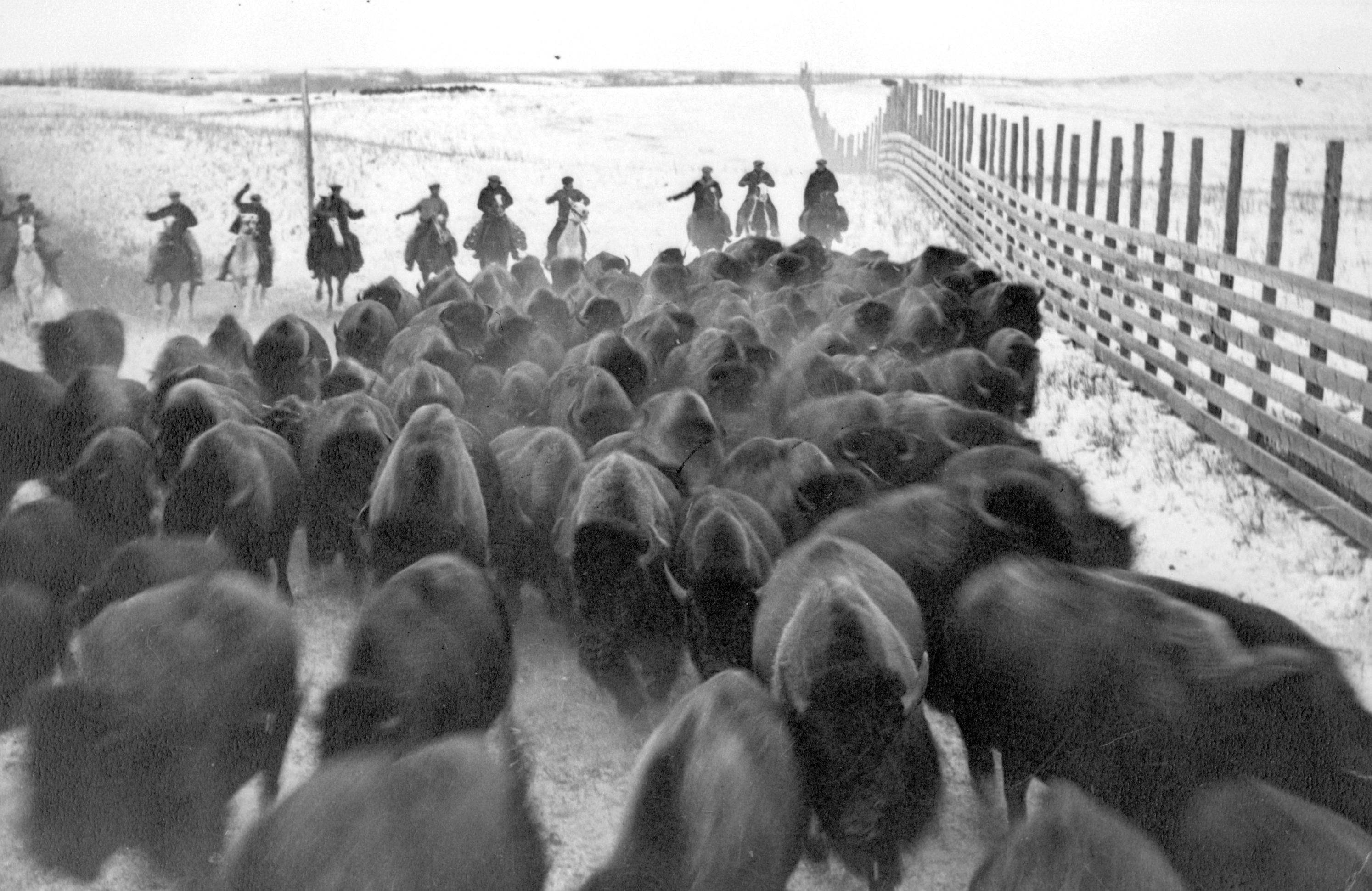
Els bisons de les planes van ser traslladats aquí des del Parc Nacional de Buffalo a la dècada del 1920, però portaven malalties i s'hibridaven amb el bisont de bosc, fent que el seu nombre baixés.

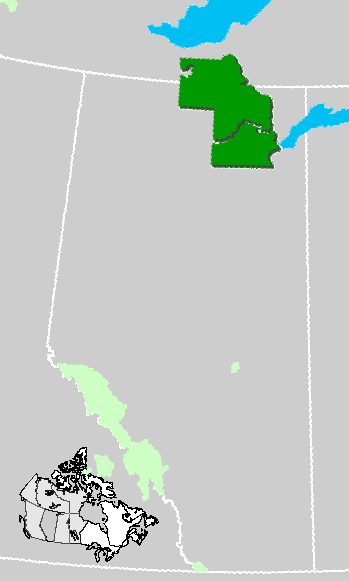
Ubicació i extensió del parc (verd fosc)

Creat el 1922, el parc es va crear en terres de la Corona adquirides mitjançant el Tractat 8 entre el Canadà i les Primeres Nacions locals. El parc envolta completament diverses reserves índies com Peace Point i ʔejëre Kʼelnı Kuę́ (també anomenat Hay Camp).
Malgrat les protestes dels biòlegs, entre 1925 i 1928 el govern va traslladar aquí prop de 6.700 bisons de les planes des del Parc Nacional de Buffalo, per evitar l'eliminació massiva no desitjada en aquest darrer parc a causa de la sobrepoblació. Els bisons de les planes es van hibridar amb els 1.500-2.000 bisons de bosc locals, i portaven malalties com la tuberculosi bovina i la brucel·losi, que van introduir al ramat de bisons de bosc. Des d'aleshores, els funcionaris del parc han intentat desfer aquest dany, fent successives sacrificis d'animals malalts.
L'any 1957, es va descobrir un ramat de 200 bisons de bosc sa i relativament pur prop del riu Nyarling. El 1965, 23 d'aquests bisons van ser traslladats al costat sud del parc nacional d'Elk Island. Avui en dia, són 300 i són els bisons de bosc genèticament més purs que queden.
Entre 1951 i 1967, 4.000 bisons van ser assassinats i la carn es van vendre d'un escorxador especial construït a Hay Camp. Aquests sacrificis més petits no van erradicar les malalties. El 1990, el govern va anunciar un pla per destruir tot el ramat i repoblar el parc amb bisons lliures de malalties del parc nacional d'Elk Island. El públic va reaccionar ràpidament negativament a aquest pla i va ser abandonat.
El govern local de la part d'Alberta del parc nacional de Wood Buffalo va introduir l'1 de gener de 1967 un districte de millora. Originalment numerat com a districte de millora núm. 150, es va tornar a numerar com a districte de millora núm. 24 l'1 de gener de 1969.
El 1983, es va concedir un contracte d'arrendament de 21 anys a Canadian Forest Products Ltd. per talar una àrea de 50.000 hectàrees del parc nacional de Wood Buffalo. La Canadian Parks and Wilderness Society va presentar una demanda contra Parks Canada per violar la Llei de parcs nacionals. Abans que el judici comencés el 1992, Parks Canada va acceptar i va reconèixer que el contracte d'arrendament no era vàlid i no autoritzat per les disposicions de la llei.
El març de 2019, el parc provincial Kitaskino Nuwenëné Wildland es va establir als límits del parc nacional Wood Buffalo. La Primera Nació Mikisew Cree havia proposat primer protegir aquesta terra com a parc. Preserva els ecosistemes naturals de les àrees industrials en expansió al nord de Fort McMurray. El parc es va crear després que tres companyies petrolieres, Teck Resources, Cenovus Energy i Imperial Oil, renunciessin voluntàriament a determinades sorres bituminoses i arrendaments miners de la zona, després de negociacions amb el govern d'Alberta i grups indígenes. Aquest parc provincial està tancat als projectes forestals i de noves energies. Però els pous existents poden continuar produint i es permeten els usos tradicionals de la terra indígena.
El juny de 2019, la UNESCO va expressar la seva preocupació per la gestió de la salut ecològica del parc i l'ús indígena, i va assenyalar la disminució de la qualitat de l'aigua. Va advertir el parc que podria ser retirat de la llista del Patrimoni de la Humanitat si les condicions es deterioraven massa. En resposta, el Canadà va anunciar destinar 27,5 milions de dòlars per resoldre els problemes. La UNESCO va qüestionar el pla i no ha aixecat la possible retirada de la llista del parc. El Comitè del Patrimoni Mundial revisarà l'informe i el pla del Canadà per preservar el parc el 2021.

## Clima
Al parc els estius són molt curts, però els dies són llargs. Les temperatures oscil·len entre 10 i 30 °C durant aquesta temporada. De mitjana, els estius es caracteritzen per dies càlids i secs; en alguns anys, pot haver-hi un patró de dies frescos i humits. La màxima mitjana al juliol és de 22,5°C, mentre que la mitjana mínima és de 9,5°C. La tardor acostuma a tenir dies frescos, ventosos i secs, i la primera nevada sol produir-se a l'octubre. Els hiverns són freds amb temperatures que poden baixar per sota -40°C al gener i febrer, els mesos més freds. La màxima mitjana del gener és de -21,7°C mentre que la mitjana mínima és -31,8°C. A la primavera, les temperatures s'escalfen gradualment a mesura que els dies es fan més llargs.

## Fauna salvatge
El Parc Nacional de Wood Buffalo conté una gran varietat d'espècies de vida salvatge, com ara óssos negres americans, martes americanes, pigargs americans, linxs del Canadà, mussols grisos, falcons, marmotes, castors nord-americans, llops del nord-oest, falcons pelegrins, guineus roges, grèvols crestats, Grues del Canadà, llebres americanes, ducs blancs, alces occidentals, grues cridaneres, goluts, bisons de bosc i la població més septentrional del món de serps de lliga vermella, que formen caus comunals dins del parc. S'han registrat ossos grizzly, pumes nord-americans, cavalls feres i bous mesquers dins i als voltants del parc.
Wood Buffalo Park conté l'únic hàbitat natural de nidificació de la grua blanca en perill d'extinció. Coneguda com a gamma d'estiu de grua blanca. Està classificat com a lloc Ramsar. Va ser identificat a través del Programa Biològic Internacional. La serralada és un complex de masses d'aigua contigües, principalment llacs i diverses zones humides, com ara aiguamolls i torberes, però també inclou rius i estanys.
El 2007, la presa de castors més gran del món – uns 850 m de llargada – es va descobrir al parc mitjançant imatges de satèl·lit. La presa, a 58° 16.3′ N, 112° 15.1′ O / 58.2717°N,112.2517°O, i a uns 200 km de Fort Chipewyan, només havia estat albirat per satèl·lit i avions d'ala fixa des del juliol de 2014 a uns 200 quilòmetres de Fort Chipewyan, només havia estat albirat per satèl·lit i avions d'ala fixa des del juliol de 2014

### Bisó híbrid
Com s'ha esmentat anteriorment, els "bisons de bosc" del parc són descendents híbrids, producte d'unions amb bisons de les planes que es van traslladar al parc a la Dècada del 1920 des del Parc Nacional de Buffalo. Els bisons de la plana eren més nombrosos i es va trobar que portaven malalties que es van establir entre els bisons del parc. Això, a més de la hibridació que es va produir, va amenaçar la supervivència del veritable bisó de bosc. Un estudi de 1995 va detectar que hi ha hagut diferències notables de morfologia entre cada ramat dins del parc, que han desenvolupat diferents graus d'hibridació. El ramat de l'estació de Sweetgrass a prop del delta de Peace–Athabasca, seguit del ramat de les terres baixes del riu Slave, conserven un fenotip més proper al bisó de bosc original abans de la Dècada del 1920. Són més fidels als tipus originals que els ramats conservats al parc nacional d'Elk Island i al santuari de bisons de Mackenzie.

## Transport
Hi ha accés durant tot l'any a Fort Smith per carretera a l’autopista Mackenzie, que connecta amb l'autopista 5 a prop de Hay River. Hi ha vols comercials disponibles a Fort Smith i Fort Chipewyan des d'Edmonton. L'accés a l'hivern també està disponible mitjançant carreteres d'hivern i de gel des de Fort McMurray fins a Fort Chipewyan.

## Galeria

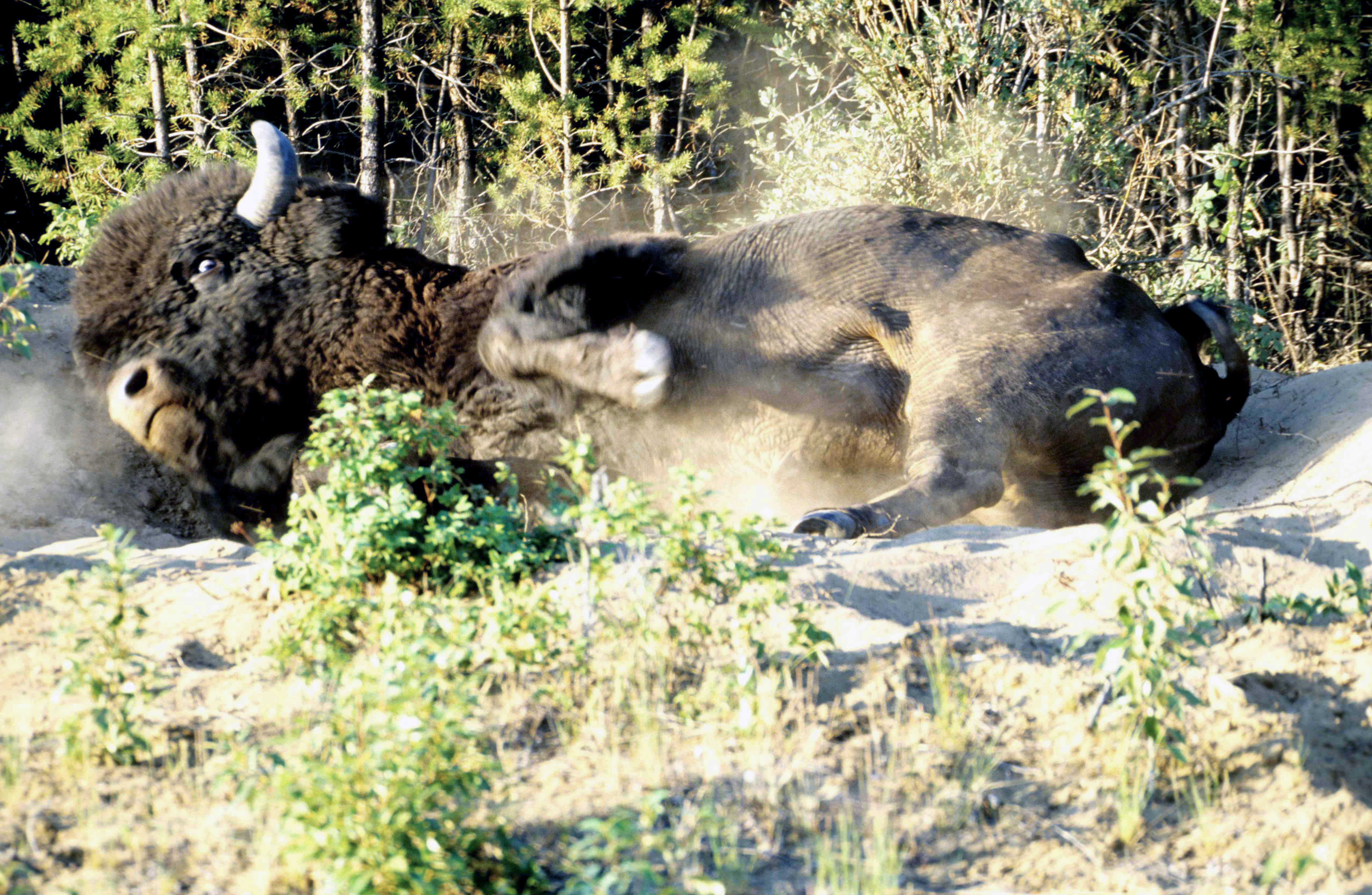
Bisó americà boscà
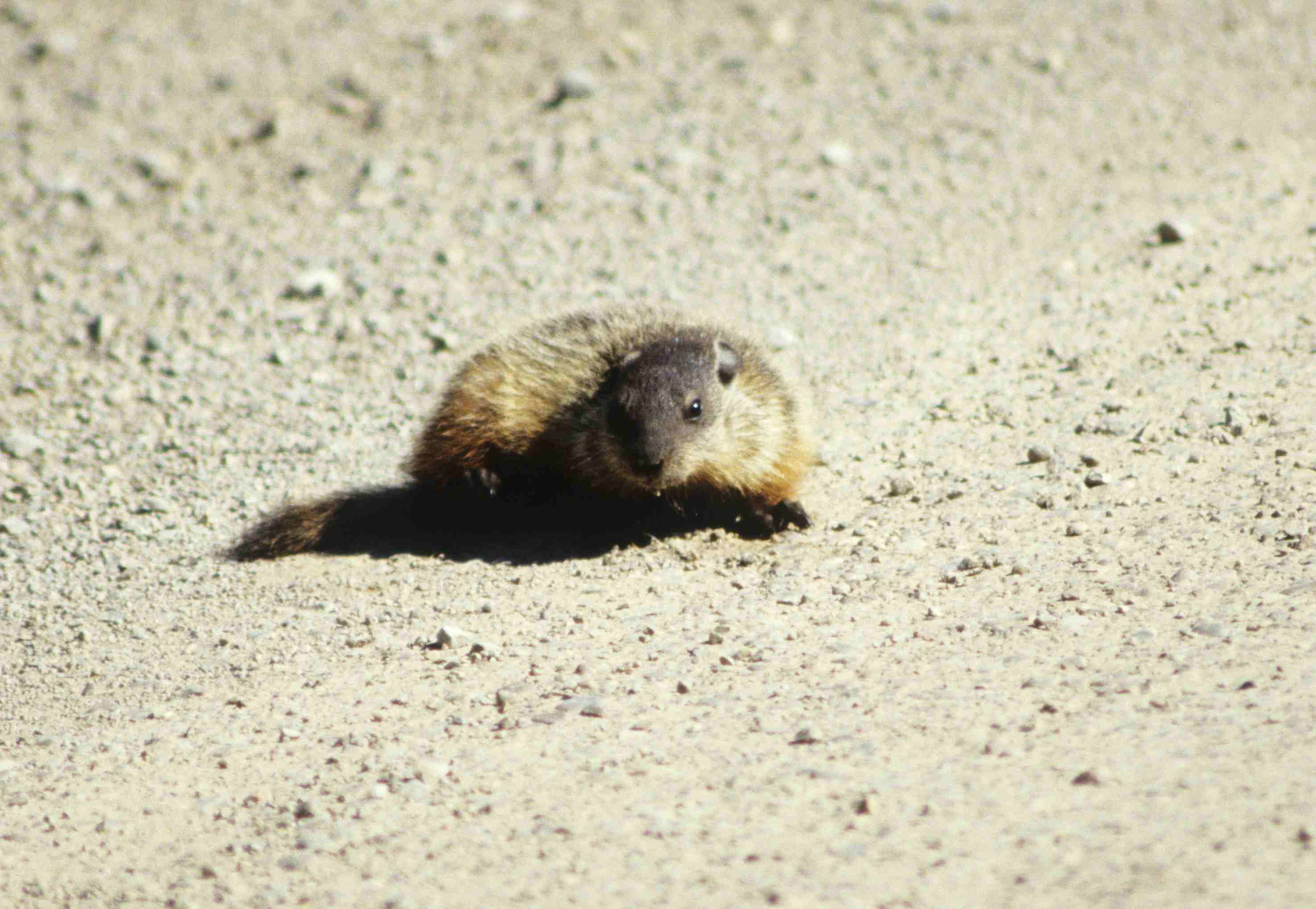
Marmota
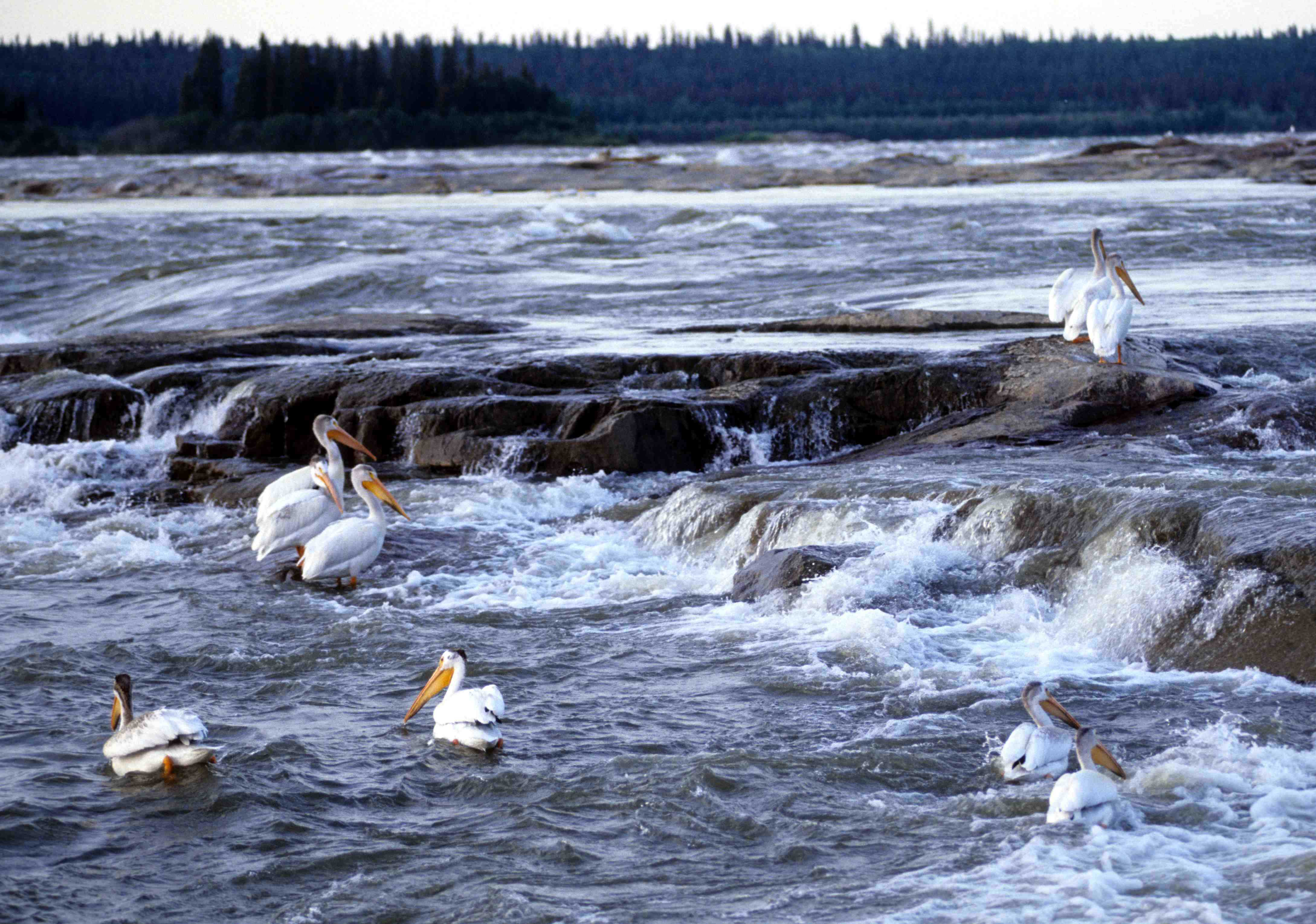
Pelicans blancs americans a Rapids of the Drowned (riu Slave)
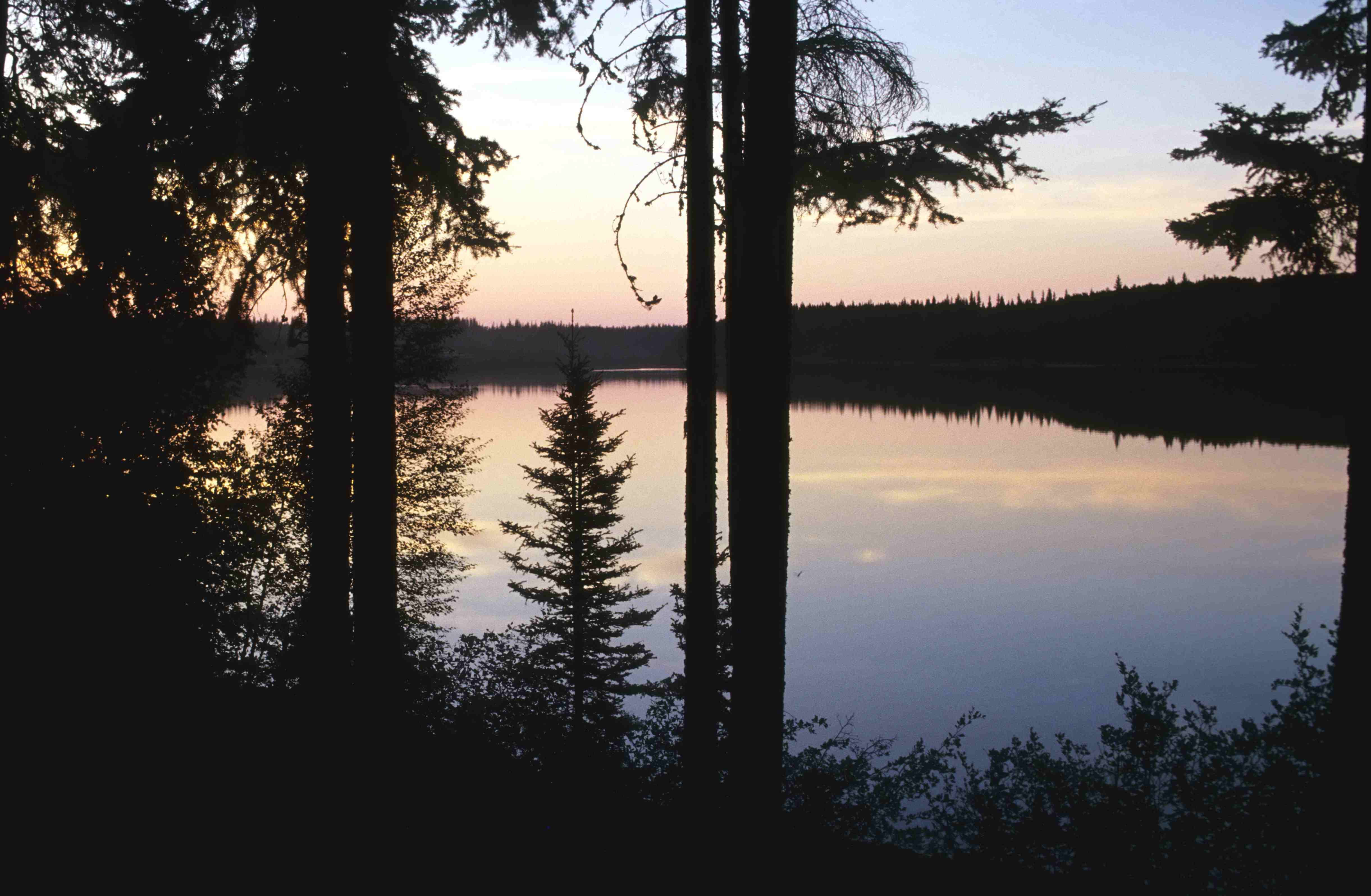
Llac Pine
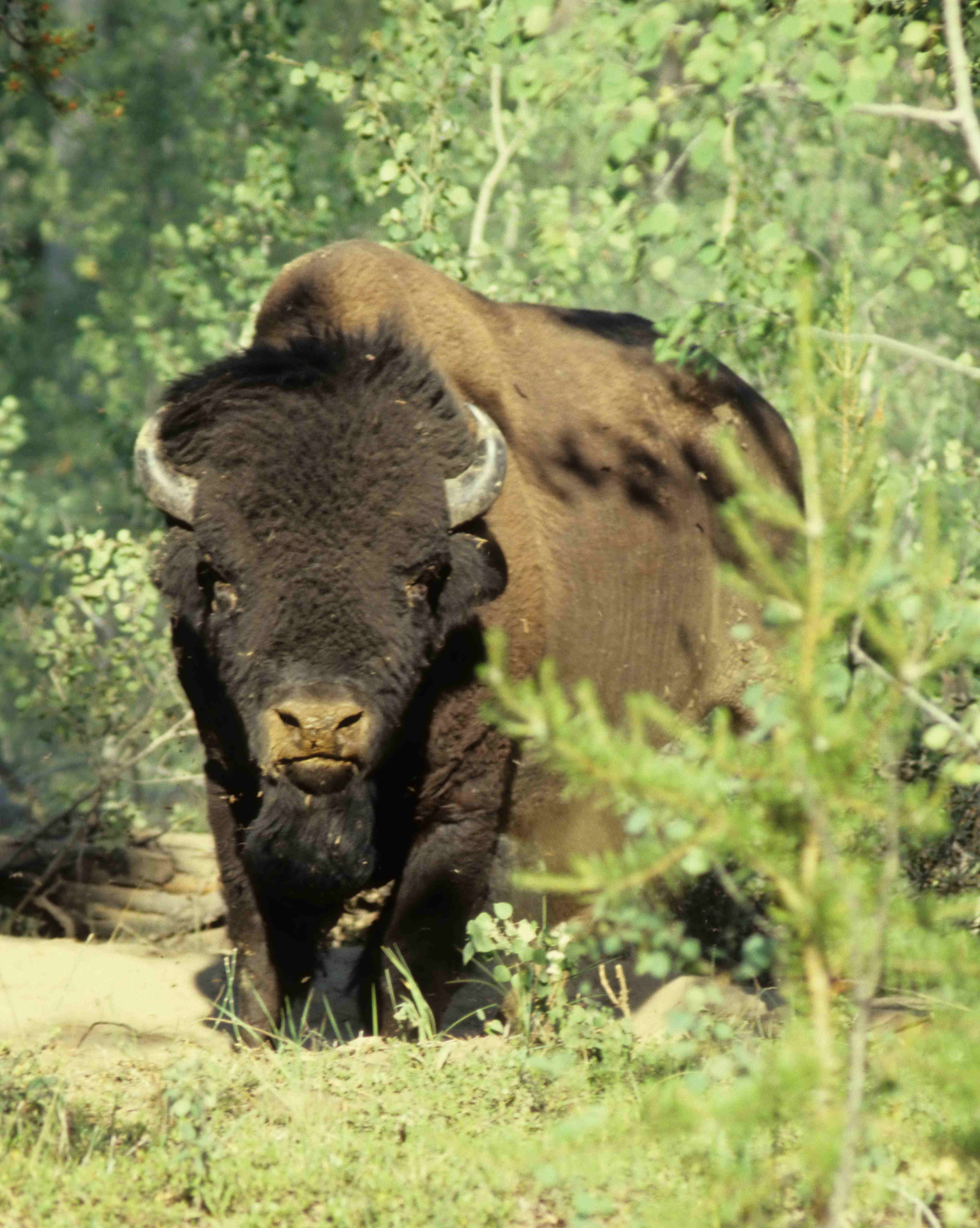
Bisó dels boscos.
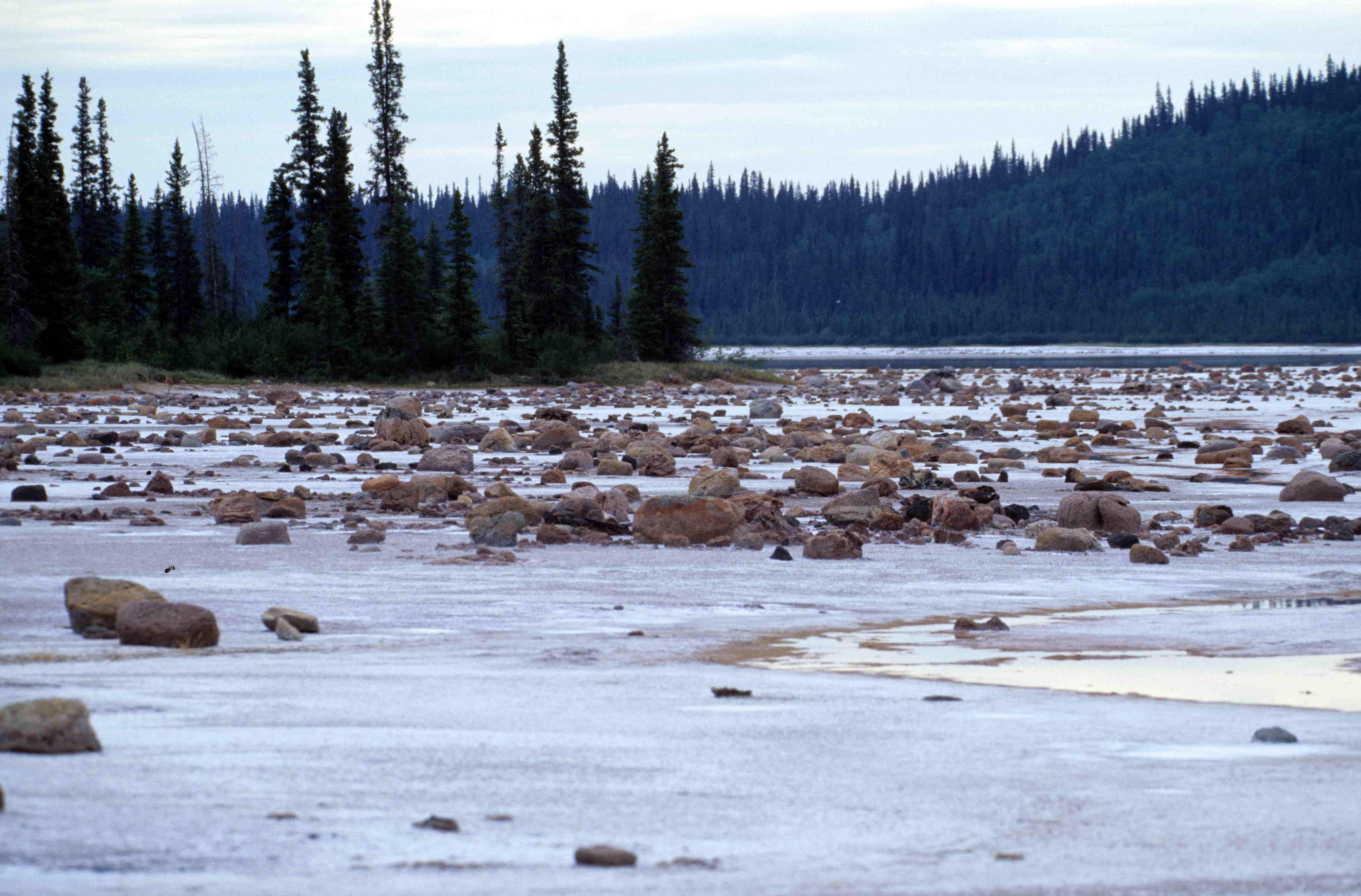
Llac Gros Beak.
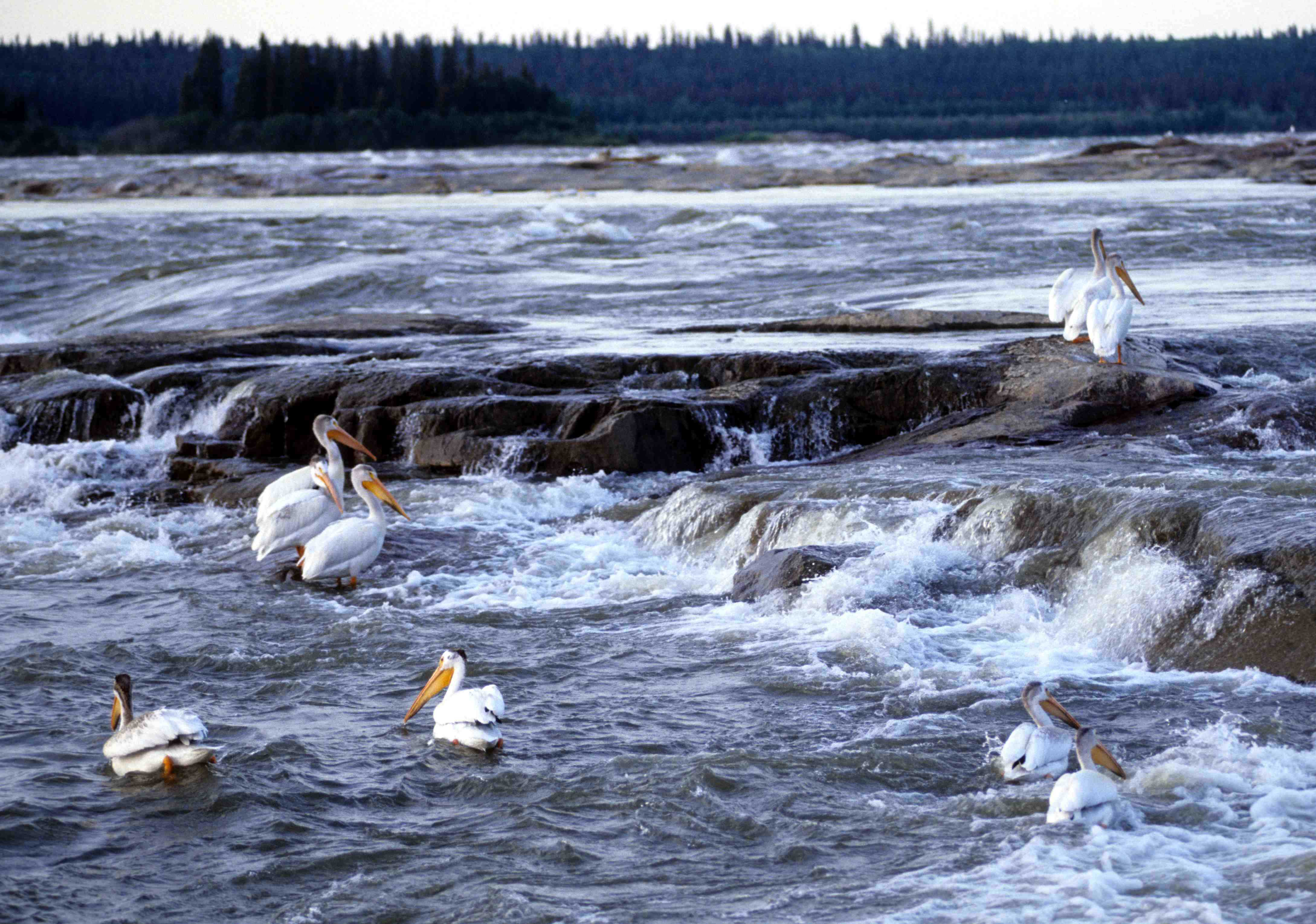
Pelícans blancs americans al (Riu dels Esclaus).
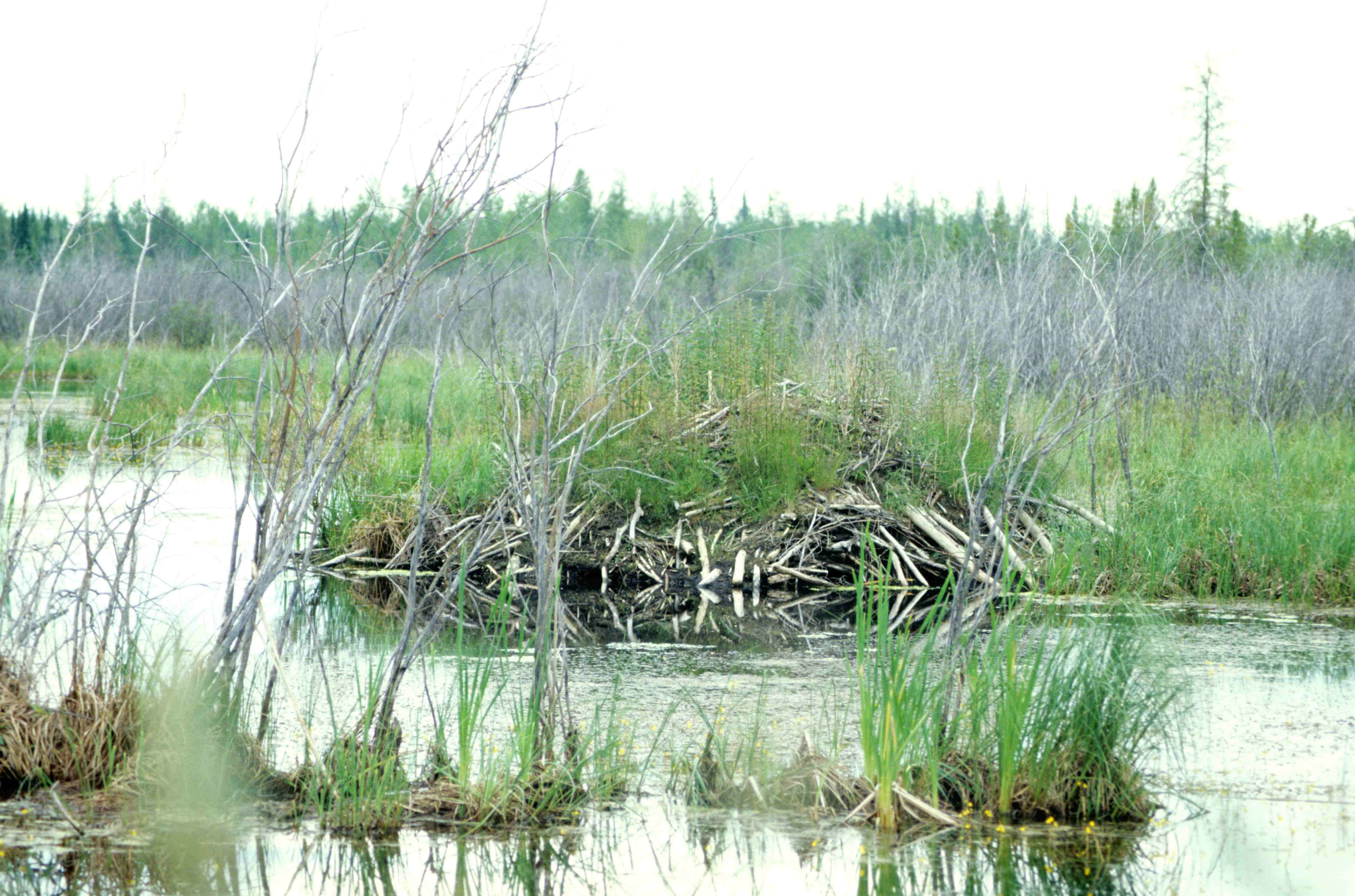
Madrigueres de castor.